# シャウダーの不動点定理
数学においてシャウダーの不動点定理（シャウダーのふどうてんていり、英: Schauder fixed point theorem）は、ブラウワーの不動点定理を無限次元であることもある線型位相空間に拡張したものである。{\displaystyle K} を、ハウスドルフ線型位相空間 {\displaystyle V} の凸部分集合とし、{\displaystyle T} を {\displaystyle K} からそれ自身への連続写像で {\displaystyle T(K)} が {\displaystyle K} のコンパクト部分集合であるようなものとする。このとき、{\displaystyle T} は不動点を持つというのが定理の主張である。
その結果として得られるシェファーの不動点定理（Schaefer's fixed point theorem）と呼ばれるものは、非線形偏微分方程式の解の存在を示す上で特に有用となる。シェファーの定理は実際、ユリウス・シャウダーとジャン・ルレイによって発見されていたルレイ＝シャウダーの定理の特別な場合である。その内容は次のようなものである：
{\displaystyle T} をバナッハ空間 {\displaystyle X} からそれ自身への連続かつコンパクトな写像で、集合
{\displaystyle \{x\in X:x=\lambda Tx\quad (0\leq {}^{\exists }\lambda \leq 1)\}}
が有界となるようなものとする。このとき {\displaystyle T} は不動点を持つ。

## 歴史
この定理は、ユリウス・シャウダーによって1930年、バナッハ空間のような特別な場合に対して証明が与えられていた。一般の場合に対する彼の予想は、Scottish book において発表されていた。1934年、アンドレイ・チコノフは、この定理を K が局所凸位相ベクトル空間のコンパクト凸部分集合である場合に証明した。この場合の定理は、シャウダー＝チコノフの不動点定理（Schauder-Tychonoff fixed point theorem）としても知られている。B. V. Singbal は、この定理をより一般に K がコンパクトでない場合も含めて証明した。その証明は、Bonsall の本（参考文献を参照）の補遺に示されている。局所凸性も仮定しない完全な結果は、Robert Cauty によって2001年に証明された。